# Državna cesta D538
Državna cesta D538 je državna cesta u Hrvatska. ukupna duljina je 12,91 km

## Naselja
- Virovitica
- Suhopolje